# 1474 Beira
Az 1474 Beira (ideiglenes jelöléssel 1935 QY) egy marsközeli kisbolygó. Cyril V. Jackson fedezte fel 1935. augusztus 20-án, Johannesburgban.